# Miguel Poiares Maduro
Luís Miguel Poiares Pessoa Maduro (ur. 3 stycznia 1967 w Coimbrze) – portugalski prawnik i nauczyciel akademicki, od 2013 do 2015 minister delegowany ds. rozwoju regionalnego.

## Życiorys
Absolwent prawa na Uniwersytecie Lizbońskim (1990). Pracował krótko w firmie prawniczej, po czym w 1991 został nauczycielem akademickim w Europejskim Instytucie Uniwersyteckim we Florencji, gdzie doktoryzował się w 1996. W latach 1997–1999 był profesorem i dyrektorem centrum studiów europejskich na Universidade Autónoma de Lisboa, a w 1999 objął profesurę na Universidade Nova de Lisboa. Był również m.in. profesorem w Kolegium Europejskim w Natolinie oraz wykładowcą w London School of Economics. Powoływany w skład rad redakcyjnych różnych czasopism o tematyce prawniczej, opublikował m.in. prace We the Court – The European Court of Justice and the European Economic Constitution oraz The past and Future of EU Law.
W latach 2003–2009 był rzecznikiem generalnym w Trybunale Sprawiedliwości w Luksemburgu. Po zakończeniu kadencji został profesorem w Europejskim Instytucie Uniwersyteckim i dyrektorem Global Governance Programme, jednego z głównym programów prowadzonych przez tę instytucję. W kwietniu 2013 objął stanowisko ministra delegowanego ds. rozwoju regionalnego w rządzie Pedra Passosa Coelho, które zajmował do końca funkcjonowania tego gabinetu w październiku 2015.
Odznaczony Orderem Świętego Jakuba od Miecza IV klasy (2006).